# Krzysztof Kołomański
Krzysztof Marek Kołomański (Opoczno, 16 de agosto de 1973) es un deportista polaco que compitió en piragüismo en la modalidad de eslalon.
Participó en tres Juegos Olímpicos de Verano, entre los años 1992 y 2000, obteniendo una medalla de plata en Sídney 2000 en la prueba de C2 individual. Ganó dos medallas en el Campeonato Mundial de Piragüismo en Eslalon, oro en 1995 y plata en 1999, y tres medallas en el Campeonato Europeo de Piragüismo en Eslalon, en los años 1996 y 2000.

## Palmarés internacional
| Juegos Olímpicos   | Juegos Olímpicos         | Juegos Olímpicos  | Juegos Olímpicos |
| Año                | Lugar                    | Medalla           | Competición      |
| ------------------ | ------------------------ | ----------------- | ---------------- |
| 2000               | Sídney (Australia)       | Medalla de plata  | C2 individual    |
| Campeonato Mundial |                          |                   |                  |
| Año                | Lugar                    | Medalla           | Competición      |
| 1995               | Nottingham (Reino Unido) | Medalla de oro    | C2 individual    |
| 1999               | Seo de Urgel (España)    | Medalla de plata  | C2 individual    |
| Campeonato Europeo |                          |                   |                  |
| Año                | Lugar                    | Medalla           | Competición      |
| 1996               | Augsburgo (Alemania)     | Medalla de plata  | C2 por equipos   |
| 1996               | Augsburgo (Alemania)     | Medalla de bronce | C2 individual    |
| 2000               | Mezzana (Italia)         | Medalla de bronce | C2 individual    |